# Ульрих Рюлейн фон Кальбе
Ульрих Рюлейн фон Кальбе (нім. Ulrich Rülein von Calw) (1465—1523) — лікар і бургомістр у Фрайберзі (Саксонія), який уклав «Гірничу книжечку» (1505 р.) та заснував так звану Гуманітарну школу, де між іншим викладали гірниче мистецтво. Школа Кальбе, як і попередня освітня діяльність на цих землях цистерціанського монастиря Альтцелле (де також навчали гірничій справі) були першими установами, що заклали традиції гірничої освіти у Фрайберзі, які переросли з часом у першу Гірничу Академію (у статусі Школи — з 1702 р., у статусі Академії — з 1765 р.).